# Арутюнян, Джалал Анатольевич
Джалал Анатольевич Арутюнян (род. 11 ноября 1974, Бадара, Нагорно-Карабахская АО, Азербайджанская ССР, СССР) — армянский военный и государственный деятель, министр обороны непризнанной Нагорно-Карабахской республики с 24 февраля по 27 октября 2020 года, с 2018 по 2020 год первый заместитель командующего — начальник штаба Армии обороны Нагорно-Карабахской республики. Начальник военной контрольной службы Министерства обороны Армении с 4 февраля 2021 года.

## Биография
Джалал Арутюнян родился в 11 ноября 1974 года в селе Бадара Степанакертского района Нагорно-Карабахской автономной области Азербайджанской ССР.
В 1991—1995 годах учился на биологическом факультете Арцахского государственного университета, в 1999 году поступил в Михайловскую военную артиллерийскую академию Министерства обороны России, окончил её с красным дипломом.
В 1992—1994 годах участвовал в военных действиях, с 5 ноября 1992 года состоит на службе в Армии обороны Нагорно-Карабахской республики, с 1992 до 2018 года занимал командирские должности в различных воинских частях армии республики. В 2018—2020 годах был первым заместителем командующего Армии обороны Нагорно-Карабахской республики — начальником штаба.

### Министр обороны
24 февраля 2020 года указом президента НКР Бако Саакяна бывший министр обороны республики Карен Абрамян был освобождён от занимаемой должности, вместо него на этот пост был назначен Джалал Арутюнян.
15 октября 2020 года Джалалу Арутюняну было присвоено звание генерал-лейтенанта.
Командовал армией обороны Нагорно-Карабахской Республики в боевых действиях во время Второй карабахской войны. 27 октября Президент Нагорного Карабаха Араик Арутюнян освободил Джалала Арутюняна с должности командующего Армией обороны НКР, на его место был назначен Микаел Арзуманян. Причиной стало ранение генерала. После этого Арутютнян был награждён высшим званием «Герой Арцаха» за выдающиеся заслуги перед Нагорного-Карабахской Республикой. Был выписан из госпиталя 4 декабря 2020 года.
30 января 2021 года Генпрокуратура Армении заявила, что Арутюнян был признан потерпевшим по уголовному делу по признакам покушения на убийство и допрошен. По состоянию на конец января обвиняемых по уголовному делу не было.

### Начальник военной контрольной службы
4 февраля 2021 года указом министра обороны Армении Вагаршака Арутюняна Арутюнян был назначен на пост начальника военной контрольной службы Министерства обороны Армении.

### Уголовные дела в Азербайджане и Армении
В отношении Арутюняна возбуждены уголовные дела сразу в Азербайджане и в Армении. В обоих случаях дела связаны с деятельностью Арутюняна в ходе войны 2020 года. В Армении Арутюняна обвинили в халатности и нарушении правил несения службы:
- В начале октября 2020 года в ходе контрнаступления на юге, как полагало следствие, действия командующего привели к большим потерям в живой силе и бронетехнике, небоеспособности резервных сил и переходу огневых позиций перешли под контроль противника (в этой части уголовное дело было в 2023 году прекращено);
- Ошибочная информация командования, в том числе Арутюняна, привела к окружению и уничтожению личного состава артиллерийского дивизиона близ Физули 12 октября 2020 года (в этой части в 2023 году следствие продолжалось).

1 октября 2023 года Азербайджан объявил Арутюняна в международный розыск, по словам генерального прокурора Азербайджана Кямрана Алиева, «в связи с преступлениями, совершенными в ходе 44-дневной войны 2020 года».
В феврале 2025 года в Армении приговорён к пяти с половиной годам лишения свободы.

## Награды
- Медаль «Боевая служба»
- Медаль «За заслуги перед Отечеством 2-й степени»
- Медаль «Гарегин Нжде»
- Медаль «Андраник Озанян»
- Медаль «Маршал Баграмян»
- Медаль «Драстамат Канаян»
- Медаль «За боевое дежурство 1-й степени»
- Медаль «Нельсон Степанян»
- Орден «Герой Арцаха»[11].